# António Dinis da Cruz e Silva

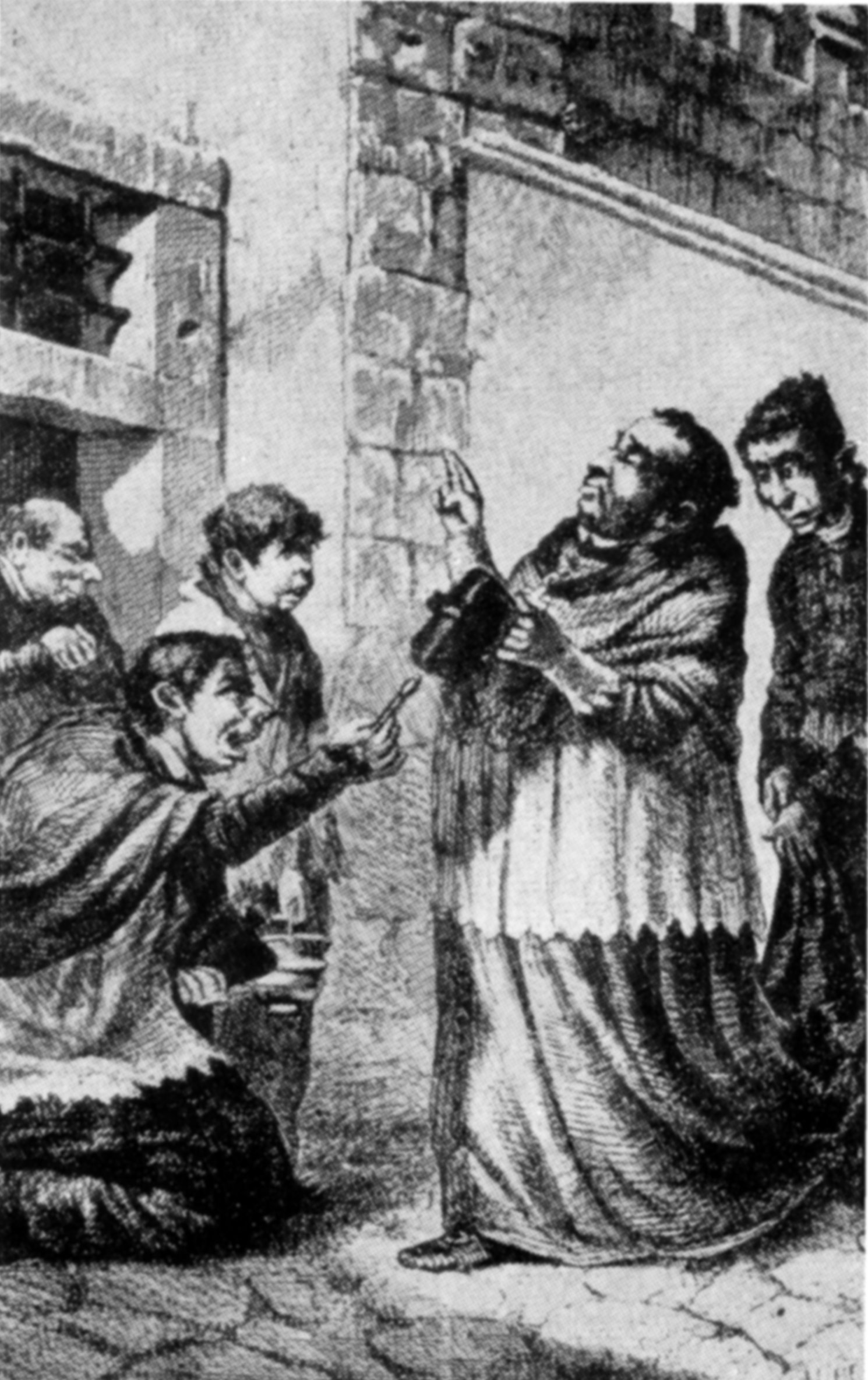
Ilustração do poema O Hissope, de Cruz e Silva, feita por Manuel de Macedo.

António Dinis da Cruz e Silva  (Lisboa, 4 de Julho de 1731 – † Rio de Janeiro, 5 Outubro de 1799) é um poeta português do século XVIII, foi magistrado de profissão e fundador da Arcádia Lusitana em 1756.

## Biografia
António Dinis da Cruz e Silva nasceu em Lisboa, em 1731, filho de uma modesta família lisboeta, cujo pai imigrou para o Brasil pouco antes do seu nascimento, deixando a educação dos filhos a cuidado de sua esposa.
António Dinis estudou Latim e Filosofia no Colégio dos Oratorianos e, em 1747, entrou na Universidade de Coimbra onde estudou Direito, altura em que terá escrito os seus primeiros poemas.
Poeta do Neoclassicismo, fundou em Lisboa, em 1756, juntamente com dois outros bacharéis em Direito, Esteves Negrão e Teotónio Gomes de Carvalho, aos quais se juntou mais tarde Correia Garção, a Arcádia Lusitana ou Olissiponense, adoptando o pseudónimo arcádico de gosto clássico Elpino Nonacriense.
Seguiu a magistratura, sendo nomeado juiz em Castelo de Vide, em 1759, e em Elvas, em 1764. Mais tarde, foi promovido a Desembargador da Relação do Rio de Janeiro. Nomeado posteriormente Desembargador da Relação do Porto, regressou a Portugal, em 1774.
Em Julho de 1790 foi nomeado Desembargador da Casa da Suplicação. Nesta qualidade foi de novo ao Brasil como parte da comitiva enviada a este território para julgar os réus da revolta que ficou conhecida por Inconfidência Mineira (o célebre caso Tiradentes), na qual estavam implicados amigos seus poetas, tais como Tomás António Gonzaga, Cláudio Manuel da Costa e Inácio José de Alvarenga Peixoto.
Em Dezembro de 1792, foi nomeado para exercer as funções de Chanceler da Relação do Rio de Janeiro e seis anos depois conselheiro do Conselho Ultramarino, funções que o obrigavam regressar a Lisboa, mas onde não teve tempo de regressar, pois faleceu no Rio de Janeiro a 5 de Outubro de 1799.

## A obra poética

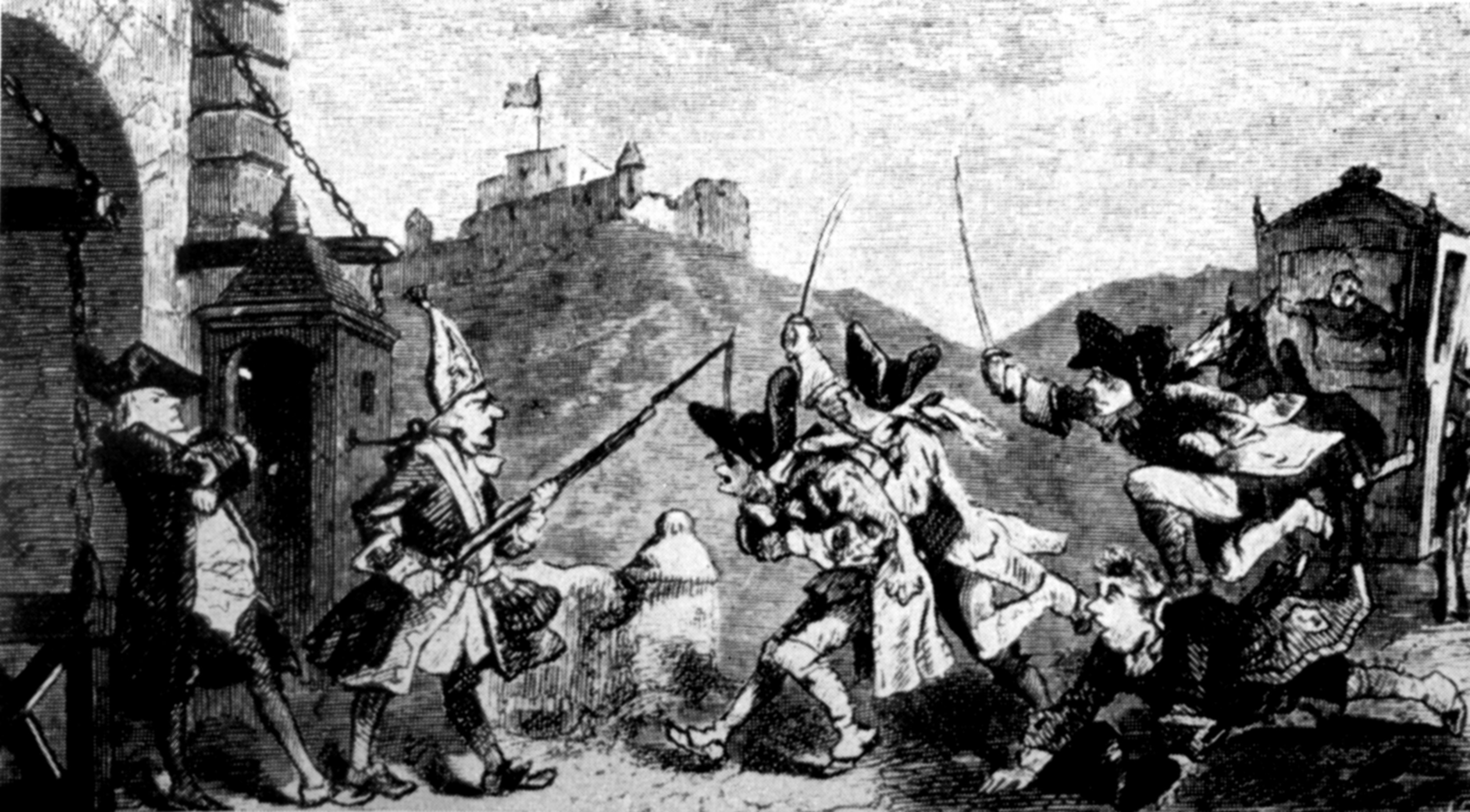
Outra ilustração de "O Hissope".

António Dinis da Cruz e Silva foi um fiel seguidor dos princípios estéticos preconizados pelo neoclassicismo, nomeadamente o francês, e só em raros momentos libertou a sua poesia dos convencionalismos arcádicos.
Para a História da Literatura portuguesa, Cruz e Silva notabilizou-se como fundador da Arcádia Lusitana, juntamente com outros estudantes coimbrões; como o criador do poema herói-cómico "O Hissope", considerado por Garrett como a "verdadeira coroa poética de Dinis"; como renovador de géneros de matriz clássica, como a ode pindárica e, sobretudo, como um dos escritores que mais se esforçou pela difusão do ideal clássico de pureza, equilíbrio e bom gosto, contrariando assim os excessos do Barroco.
A sua obra de maior vulto, talvez a mais apreciada obra de todo o período arcádico, é o poema herói-cómico O Hissope (de 1768), verdadeira obra-prima do humor nacional, que desfrutou de grande popularidade e foi traduzido para francês, inglês e alemão.
O poema foi escrito no estilo épico de Os Lusíadas, num estilo propositadamente escolhido para melhor realçar o ridículo. Tem como tema uma questão de cerimonial entre o bispo de Elvas e o deão da respectiva Sé. O poema ridiculariza os valores feudais, a mentalidade escolástica, a poesia gongórica, o fausto da aristocracia e os abusos praticados pelo alto clero.
Os Árcades tinham como lema publicar muito pouco ou mesmo nada das suas obras em vida. Também Cruz e Silva publicou pouco em vida — apenas quatro hinos, três idílios, duas odes e um ditirambo. A sua obra, na sua maioria, só foi publicada depois da sua morte.
Em 1801 são publicadas as "Odes Pindáricas", em 1802 o poema "O Hissope" e, entre 1807 e 1817,  parte significativa da sua obra foi publicada em seis volumes sob a denominação "Poesias".
Permanece ainda hoje inédita uma parte considerável da sua obra.
- Bibliografia:
  - Publicada: Odes Pindáricas, 1801; O Hissope, 1802; Poesias (1807 a 1817, esta ed. inclui a comédia O Falso Heroísmo).
  - Inéditos: Jornadas (romance pastoral); A Degolação do Baptista (drama lírico); Loa a São Sebastião.